# 天若有情III烽火佳人
《天若有情III烽火佳人》是一部於1996年上映的香港電影，由杜琪峰擔任導演兼監製，以及由劉德華、吳倩蓮和方中信擔任主演，讲述了一段抗战期间发生的乱世情。

## 剧情
刘天伟是一名中華民国空军少尉，是来自于一个显赫家族的二少爷。在执行运输任务过程中，飞机被日军击中，被迫紧急降到一个小山村，受伤的刘天伟被村姑小禾所救，在被村民救治康复的过程中，二人渐生情愫。村长看到二人的亲密关系显得非常不高兴，因为小禾在父母在世时已经许配给了村长之子。所以他让小禾不要与天伟来往。
刘天伟在养伤期间用飞机残留炮弹里的硫磺帮助村民给庄稼除虫，力所能及地为村民做一些事情。不久后刘天伟修好了飞机上的通讯设备联络上了基地，临走之前留给小禾一封有联络他地址的信。后来当她明白信中所写后，独身一人到武汉找天伟。
第二天，队长率两架飞机来接应天伟，空投油箱助其返航。在回基地途中，编队碰上日军战机，己方两机为掩护天伟和队长，一架撞毁、一架被击落，这让天伟感到非常内疚。天伟回去后参加了表彰大会，内心更是挣扎。
空军俱乐部内，同僚看不起天伟和其所在中队，称其为“信差”中队，队长和天伟与同僚大打出手。国民政府为确保撤离武汉的安全进行，决定执行一次轰炸日軍基地的任务，天伟为了弥补自己的过失坚持参加这个危险任务，并重新得到了同僚的尊重。
执行任务前天伟把军官证交给小禾，想让母亲带她去重庆，但母亲并不同意。起飞前天伟让人带她回山村，但小禾坚持前往机场送别天伟。起飞时队长所在战机因故障自毁，引起恐慌。一行人在机场等了良久，不见天伟等战机的归来。上峰命令全员转移、弃守机场，这时燃油即将耗尽，无线电也联络不上，不少人都认为他们或许已经牺牲了也不再清理机场而准备撤离。但是小禾坚信伟一定会回来，并坚持清理好跑道以迎接伟的凯旋，这也感动了伟母，决定带上小禾撤离。这时远处有战机拖着青烟返航，大家再次合力清理跑道。小禾终于等到了天伟的归来。

## 角色
| 演員   | 角色       | 備註               |
| 劉德華 | 刘天伟     | 空军少尉飞行员     |
| 吴倩莲 | 小禾       | 村姑               |
| 方中信 | 24中队队长 | 刘天伟所在中队队长 |
| 張嬿   | 刘母       | 天伟母亲           |

## 史实差异
影片中有多处致敬抗战时期的中華民國空军。如刘天伟所在的第24中队真实历史上是抗战英烈刘粹刚曾所统帅的中队、影片中为掩护天伟和队长返航的牺牲的两名飞行员“志航”“粹刚”致敬中国空军英雄第四大队大队长高志航和第五大队第24中队中队长刘粹刚。
影片中也存在不符合历史史实的问题。如刘天伟最后执行轰炸任务所驾驶的B25轰炸机在1938年抗战初期武汉会战末期并不存在，B25轰炸机是1941年才正式服役，1943年中国空军才开始换装该机型，第一次投入的大型会战是常德会战而不是武汉会战。同时期中国军队拥有的轰炸机应为美制马丁B-10/139WC型轰炸机、德制He-111等。

## 相關作品
- 《天若有情》，1990年杜琪峰监制，陈木胜导演。
- 《至尊無上II之永霸天下》，1991年杜琪峰导演。

## 外部連結
- 開眼電影網上《天若有情III烽火佳人》的資料（繁體中文）
- 豆瓣电影上《天若有情III烽火佳人》的資料 （简体中文）
- 时光网上《天若有情III烽火佳人》的資料（简体中文）
- 爛番茄上《天若有情III烽火佳人》的資料（英文）
- 香港影庫上《天若有情III烽火佳人》的資料（繁體中文）
- 互联网电影数据库（IMDb）上《天若有情III烽火佳人》的资料（英文）